# Asymetryczność współczesnych konfliktów zbrojnych
Asymetryczność współczesnych konfliktów zbrojnych – cecha współczesnych konfliktów zbrojnych oznaczająca zróżnicowanie użytych strategicznie metod oraz technik walki zbrojnej, które w sposób warunkujący lub przynajmniej znaczący wpływa na jej cały przebieg i tym samym na definitywny wynik konfliktu.